# Knighton (Newcastle-under-Lyme)
Knighton – osada w Anglii, w hrabstwie Staffordshire, w dystrykcie Newcastle-under-Lyme. Leży 26 km na północny zachód od miasta Stafford i 224 km na północny zachód od Londynu.